# Рейсдейк, Джеффри
Джеффри Рейсдейк (нидерл. Jeffrey Rijsdijk; родился 12 сентября 1987 года, Роттердам) — нидерландский футболист, полузащитник клуба «Капелле».

## Карьера
Джеффри Рейсдейк начинал карьеру в футбольной секции клуба «Александрия '66» из Роттердама. Затем он был замечен скаутами роттердамской «Спарта», после чего он начал играть за молодёжный состав этого клуба. В основном составе «Спарты» он дебютировал 10 мая 2009 года в матче Эредивизи против клуба НЕК, завершившимся вничью 1:1.
В конце мая 2009 года Рейсдейк подписал двухлетний контракт с клубом «Гронинген». В команде он дебютировал 16 августа, но затем получил травму и выбыл на долгое время.
В июле 2011 года Джеффри стал игроком клуба «Дордрехт», заключив с командой трёхлетний контракт.